# Ханс Бертрам
Ханс Бертрам (на немски: Hans Bertram) е германски авиатор, сценарист, режисьор и офицер (майор).
Роден е на 26 февруари 1906 година в Ремшайд. От ранна възраст се обучава за пилот.
От 1927 година е в Китай като съветник на правителството по организацията на флотски военновъздушни сили. През 1932 година каца принудително в изолирана област в Австралия и с трудности оцелява, а през следващата година издава книга за инцидента, която става бестселър в Германия. През 1934 година се присъединява към управляващата Националсоциалистическа германска работническа партия и през следващите години пише сценарии и режисира пропагандни филми.
През 1941 година, по време на Втората световна война, самолетът му е свален в Северна Африка и прекарва остатъка от войната в плен в Австралия. Междувременно изпада в немилост пред националсоциалистическия режим в Германия, тъй като е ангажирал евреи в последния си филм.
След войната режисира още няколко филма. Сред по-известните му филми са „D III 88“ (1939), „Kampfgeschwader Lützow“ (1941), „Eine große Liebe“ (1949), „Türme des Schweigens“ (1952).
Ханс Бертрам умира на 8 януари 1993 година в Мюнхен.

## Избрана филмография
- „D III 88“ (1939)
- „Kampfgeschwader Lützow“ (1941)
- „Eine große Liebe“ (1949)
- „Türme des Schweigens“ (1952).